# Scinax cardosoi
Scinax cardosoi är en groddjursart som först beskrevs av Carvalho e Silva och Peixoto 1991.  Scinax cardosoi ingår i släktet Scinax och familjen lövgrodor. IUCN kategoriserar arten globalt som livskraftig. Inga underarter finns listade i Catalogue of Life.